# Ji'an (Jiangxi)
 For alternative betydninger, se Ji'an. (Se også artikler, som begynder med Ji'an)
Ji'an (吉安市) er et by på præfekturniveau i den kinesiske provins Jiangxi. Det har 4.810.000 indbyggere (2007) og et areal på 25.271 km².

## Administrative enheder
Ji'an består af to bydistrikter, et byamt og ti amter:
- Bydistriktet Jizhou (吉州区), 416 km², 290.000 indbyggere (2004), sæde for lokalregeringen;
- Bydistriktet Qingyuan (青原区), 915 km², 130.000 indbyggere;
- Byamtet Jinggangshan (井冈山市), 1.270 km², 150.000 indbyggere;
- Amtet Ji'an (吉安县), 2.111 km², 420.000 indbyggere;
- Amtet Jishui (吉水县), 2.475 km², 430.000 indbyggere;
- Amtet Xiajiang )峡江县), 1.287 km², 160.000 indbyggere;
- Amtet Xingan (新干县), 1.248 km², 300.000 indbyggere;
- Amtet Yongfeng (永丰县), 2.695 km², 400.000 indbyggere;
- Amtet Taihe (泰和县), 2.666 km², 500.000 indbyggere;
- Amtet Suichuan (遂川县), 3.102 km², 510.000 indbyggere;
- Amtet Wan'an (万安县), 2.046 km², 280.000 indbyggere;
- Amtet Anfu (安福县), 2.793 km², 370.000 indbyggere;
- Amtet Yongxin (永新县), 2.195 km², 450.000 indbyggere.

## Trafik
Jernbanelinjen Jingjiubanen har stoppested her på sin rute fra Beijing til Kowloon i Hongkong. Den løber gennem blandt andet Hengshui, Heze, Shangqiu, Xinzhou (ved Wuhan), Jiujiang, Nanchang, Heyuan, Huizhou og Shenzhen.
Også Kinas rigsvej 105 går gennem præfekturet. Den begynder i Beijing, går mod syd og ender ved kysten i Zhuhai i provinsen Guangdong. Den passerer  større byer som Tianjin, Dezhou, Jining, Shangqiu, Jiujiang, Nanchang og Guangzhou.
27°08′N 115°00′Ø / 27.133°N 115.000°Ø